# 王子大飯店 (台灣)
王子大飯店為日本西武集團所屬，目前在台灣的五星級飯店有台北華泰王子大飯店和隸屬於耐斯企業的嘉義市耐斯王子大飯店（耐斯廣場）。

## 飯店據點

### 華泰王子大飯店
華泰王子大飯店(Gloria Prince Hotel)，位於台北市中山區中山里林森北路369號。1970年3月，華泰大飯店於台北市建泰鐵工廠原址動工興建，建泰鐵工廠老闆陳金柳與其子陳天貴親自監工。1972年2月10日，華泰大飯店開幕，總客房數216間。1983年，華泰大飯店56間客房及宴會廳擴建完成，總客房數272間。1987年，華泰大飯店大幅改裝，改裝後總客房數226間。1988年，華泰大飯店外觀由磁磚改為花崗石。1996年至2001年8月，華泰大飯店分樓層大幅改裝，改裝後總客房數220間。2001年7月9日，華泰大飯店與王子大飯店結盟，加入王子大飯店體系並改名為華泰王子大飯店。

### 耐斯王子大飯店
耐斯王子大飯店(Nice Prince Hotel)，位於嘉義市東區忠孝路600號，為一地下四層、地上十七層之五星級飯店，與緊鄰之耐斯廣場購物中心（原名耐斯松屋百貨）同時落成於2006年4月，為嘉義市新地標之一。

## 昔日據點

### 劍湖山王子大飯店
劍湖山王子大飯店（Janfusun Prince Hotel）於2002年8月開幕，位於雲林縣古坑鄉永光村大湖口67之8號劍湖山世界旁，2014年5月底，網站更名為劍湖山渡假大飯店，2018年12月5日正式改名為劍湖山渡假大飯店（Janfusun Resort Hotel），是一間五星級的大飯店。

## 外部連結
- 華泰王子大飯店 （页面存档备份，存于）
  - 華泰王子大飯店的Facebook專頁
  - 華泰王子大飯店 - 臺灣旅宿網 （页面存档备份，存于）
- 劍湖山渡假大飯店 （页面存档备份，存于）
  - 劍湖山渡假大飯店的Facebook專頁
- 耐斯王子大飯店 （页面存档备份，存于）
  - 嘉義市觀光旅遊網 （页面存档备份，存于）
  - 耐斯王子大飯店的Facebook專頁
  - 耐斯王子大飯店 - 臺灣旅宿網 （页面存档备份，存于）